# Alta via n. 8
L’Alta via delle Dolomiti n. 8, chiamata anche Alta via degli Eroi, è un percorso di circa 60 km che parte da Feltre (BL) e arriva a Bassano del Grappa (VI). Ideato da Italo Zandonella Callegher nel 1972, l'itinerario si sviluppa interamente sul Massiccio del Grappa, da nord-est a sud-ovest.
Una prima descrizione scritta del percorso risale al 1975; una più recente è del 2005 (riveduta e aggiornata ad opera dello stesso autore). L'ultima, con introduzione dello stesso Zandonella Callegher, è di Fabio Donetto, "Alta Via degli Eroi da Feltre a Bassano", DBS Zanetti Editore, aprile 2013.

## Itinerario in generale
Idealmente si può dividere il percorso in due parti molto diverse tra di loro per difficoltà ed ambiente:
1. Feltre - Cima Grappa (tre giorni);
2. Cima Grappa – Bassano del Grappa (un giorno).

La prima parte si sviluppa quasi interamente su un sentiero di cresta e rappresenta l'ascesa (con diversi sali-scendi) al punto più elevato dell'Alta via (Cima Grappa 1.775 m). La seconda parte è rappresentata da una lunga discesa (circa 1.600 m di dislivello) da percorrere in un solo giorno.

## Origine del nome
Scriveva Italo Zandonella Callegher nella guida originale del 1975: “E che altro nome si poteva dare a un itinerario che 56 anni fa era stato testimone della riconquistata libertà, tramite il sacrificio di migliaia di eroici combattenti? Mi sembrava più che doveroso intitolare a Loro questa “via”, sperando di aver fatto cosa buona e utile".